# Herb gminy Oksa
Herb gminy Oksa – symbol gminy Oksa, ustanowiony 3 lipca 1991

## Wygląd i symbolika
Herb przedstawia na tarczy umieszczonej na niebieskim ozdobnym kartuszu w polu czerwonym biały topór, skierowany ostrzem w prawą stronę. Herb gminy nawiązuje do herbu szlacheckiego Oksza, którym posługiwał się założyciel miasta Oksa, Mikołaj Rej oraz do ozdobnego kartusza z herbem, umieszczonego nad wejściem do dawnego zboru kalwińskiego (obecnie kościół katolicki).